# Голубянка антерос
Голубянка антерос (лат. Aricia anteros) — вид бабочек из семейства голубянки.

## Этимология названия
Антерос — в древнегреческой мифологии сын Афродиты и Ареса, брат Эрота.

## Описание
Длина переднего крыла 14—17 мм.

## Ареал и места обитания

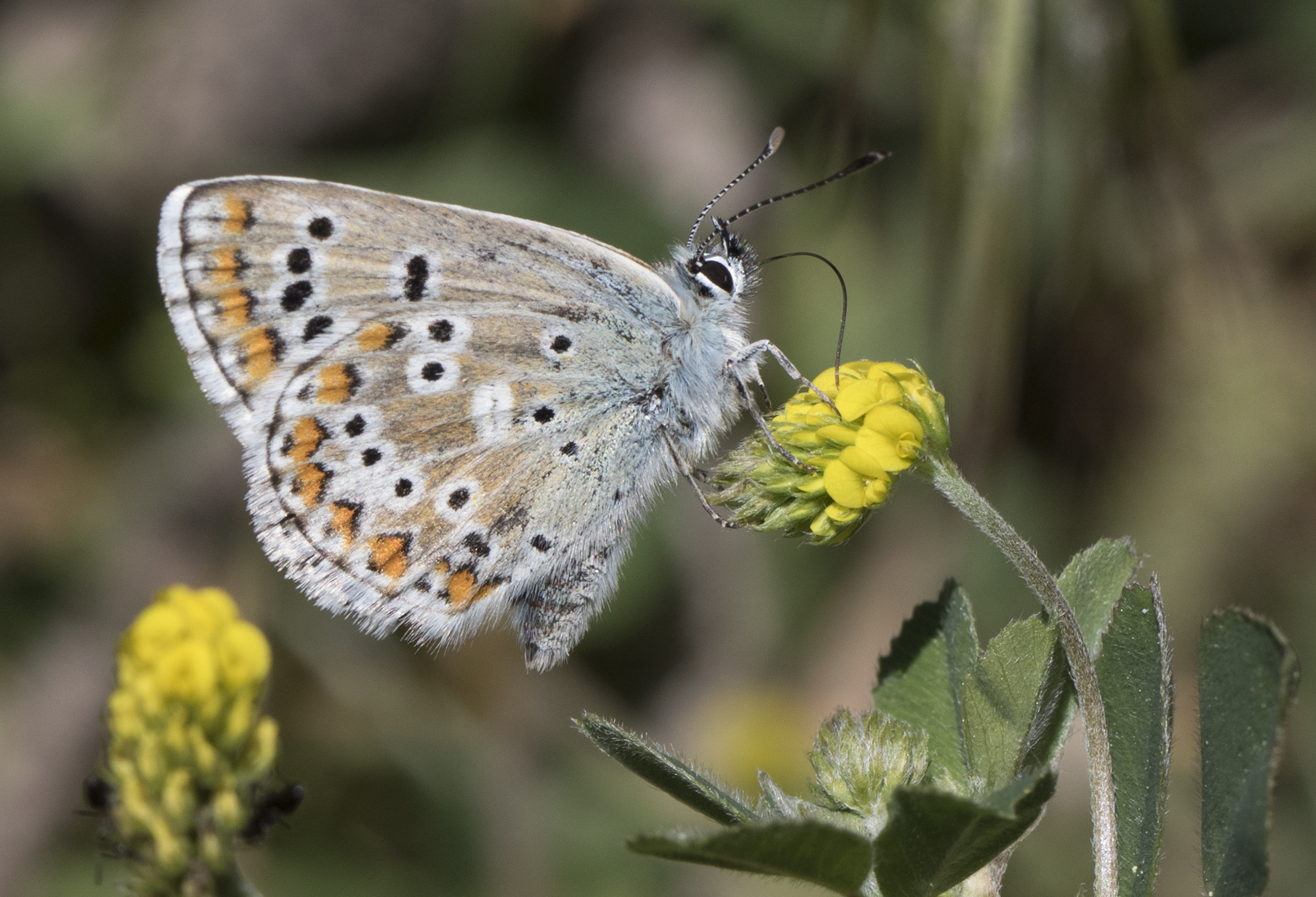
Нижняя сторона крыльев

Хорватия, Юго-западная Сербия, Македония, Албания, Болгария, Греция, Южная Румыния, Южная Украина (Николаевская область), Турция, Закавказье, Северный Кавказ (Теберда, Домбай, Приэльбрусье).
Вид исторически приводился для Крыма (указание сомнительно и нуждается в подтверждении). Для Украины исторически приводился для окрестностей Ак-Мечеть (ныне село Прибужье Николаевской области), где вид собирали в 1898 и 1939 годах. Ещё один самец с этикеткой «Харьковская губерния, Купянский уезд, 31.07.1909 И. Жихарев» хранится в коллекции Зоомузея Киевского национального университета. Единственное известное современное местонахождение вида на территории Украины — окрестности Мариуполя в Донецкой области, где он впервые был обнаружен в 2005—2006 годах.
Населяет участки целинных степей и каменистых обнажений с травянистой растительностью. В Румынии встречается на небольших высотах — от 100 до 400 метров над уровнем моря. Украинская популяция локально встречается на гранитных обнажениях. На Кавказе населяет горные луга с присутствием герани на высотах от 800 до 3300 метров над уровнем моря, где часто встречается на злаково-разнотравных участках склонов в альпийском поясе.

## Биология
На Украине за год развивается в двух поколениях — бабочки активны в мае-июне и августе-сентябре. Высокогорные популяции на Кавказе дают одно поколение в год. Самцы иногда собираются по берегам ручьев, луж и т. п. Бабочки активно питаются на цветущих растениях, прежде всего бобовых. В безоблачную погоду более активны преимущественно в первой половине дня. Самки откладывают яйца поштучно на нижнюю сторону листьев герани (Geranium), аистника (Erodium), асфоделуса (Asphodelus) — кормовых растений гусениц. Яйца белые, их микропиле зелёного цвета. Основная окраска гусеницы кирпично-красного цвета с тёмной продольной полосой на спине. Покрыта светлыми волосками. Питаются листьями, а также выгрызают стебли. Отмечены случаи каннибализма.